# 데르비 델라 카피탈레

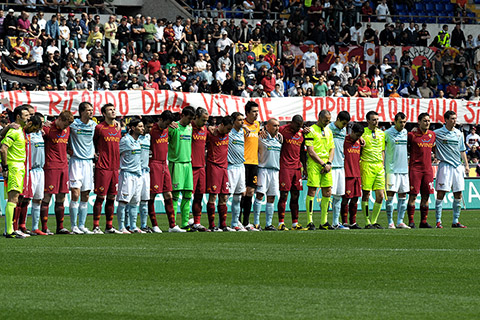

데르비 델라 카피탈레(이탈리아어: Derby della Capitale)는 한 시즌에 두 경기씩 올림피코 경기장에서 펼쳐지는 AS 로마와 SS 라치오의 경기이다. 영어로 두 팀의 연고지의 이름을 따 로마 더비라고도 하는 데르비 델라 카피탈레는 이탈리아에서 데르비 델라 마돈니나(FC 인테르나치오날레-AC 밀란), 데르비 델라 몰레(유벤투스 FC-토리노 FC)와 함께 세계적인 지역 더비 경기 중 하나로 평가 받는다.

## 역대 전적
|               | 승리      | 무승부 | 승리    | 경기수 | 득점수    | 득점수 |
| ------------- | --------- | ------ | ------- | ------ | --------- | ------ |
| AS 로마       | SS 라치오 | 무승부 | AS 로마 | 경기수 | SS 라치오 |        |
| 세리에 A      | 49        | 56     | 36      | 141    | 169       | 133    |
| 코파 이탈리아 | 9         | 3      | 6       | 18     | 21        | 17     |
| 비공식 경기   | 6         | 3      | 6       | 15     | 20        | 19     |
| 종합          | 64        | 62     | 48      | 174    | 210       | 169    |

## 기록
- AS 로마의 가장 큰 승리는 1933-34 시즌 5-0 승리. SS 라치오의 가장 큰 승리는 2006-07 시즌 3-0 승리.
- 라치오가 아닌 'AS 로마'가 로마 더비 최다 연승 기록 보유. 2번의 5연승을 기록했다. 첫째로 1958년 11월 30일~1960년 11월 13일 사이의 5경기에서 연승을 기록했다. 또한 2009년 12월 6일부터 2011년 3월 14일의 로마 더비까지 총 5연승을 기록하고 있으며, 이것은 현재 진행 중인 기록으로, 다음 로마 더비를 로마가 이긴다면 새 기록을 쓰게 된다.
- 반면, SS 라치오는 '한 시즌 최다연승' 기록을 가지고 있다. 반면 한 시즌 최다연승의 기록은 라치오가 갖고 있다. 이 기록은 1997-98시즌에 라치오가 로마를 리그 2경기(3-1, 2-0)와 코파 이탈리아 2경기(4-1, 2-1)에서 모두 승리하며 만들어졌다. 이는 라치오의 역대 최다연승 타이기록이기도 하다. 이것은 라치오의 로마 더비 최다연승(4연승)기록이기도 하다.

### 선수
- 프란체스코 토티는 27경기로 더비에 제일 많이 출전한 선수이다.
- 디노 다 코스타와 마르코 델베키오는 더비에서 9골씩을 기록했다. (둘 다 AS 로마 선수들)
- 빈첸초 몬텔라는 한 경기에서 가장 많은 골을 넣은 선수이다. 그는 2002년 3월 11일 경기에서, 4골을 넣으면서 로마의 5-1 승리를 이끌었다.